# Mongolen

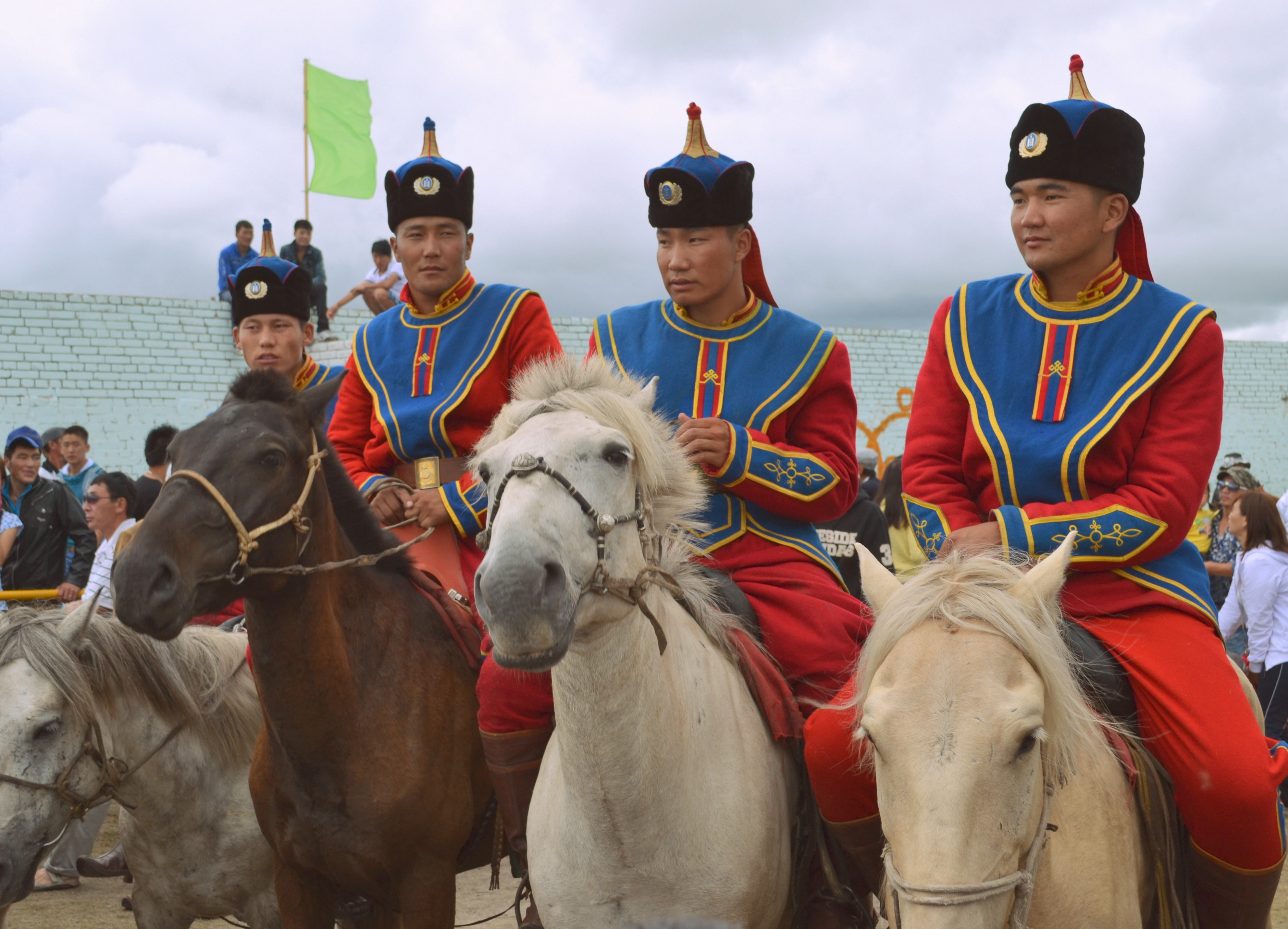
Mongolen in traditioneller Militär-Uniform

Mongolen (mongolische Schrift: ᠮᠣᠩᠭᠣᠯᠴᠤᠳ mongɣol; Kyrillisch: монгол/mongol) sind im engeren Sinne die von den nordostasiatischen mongolischen Stämmen des 13. Jahrhunderts abstammenden ethnischen Gruppen. Im weiteren Sinne kann man auch andere mongolischsprachige Völker wie die Dongxiang zu den Mongolen zählen.

## Namensherkunft
Der Name Mongɣol wurde zunächst auf einen von mehreren kleineren Volksstämmen auf dem Gebiet der heutigen Mongolei – im Gebiet des Onon – angewandt; unter Dschingis Khan im 13. Jahrhundert wurde der Name dann zur übergreifenden Volksbezeichnung.

## Heutige mongolische Ethnien

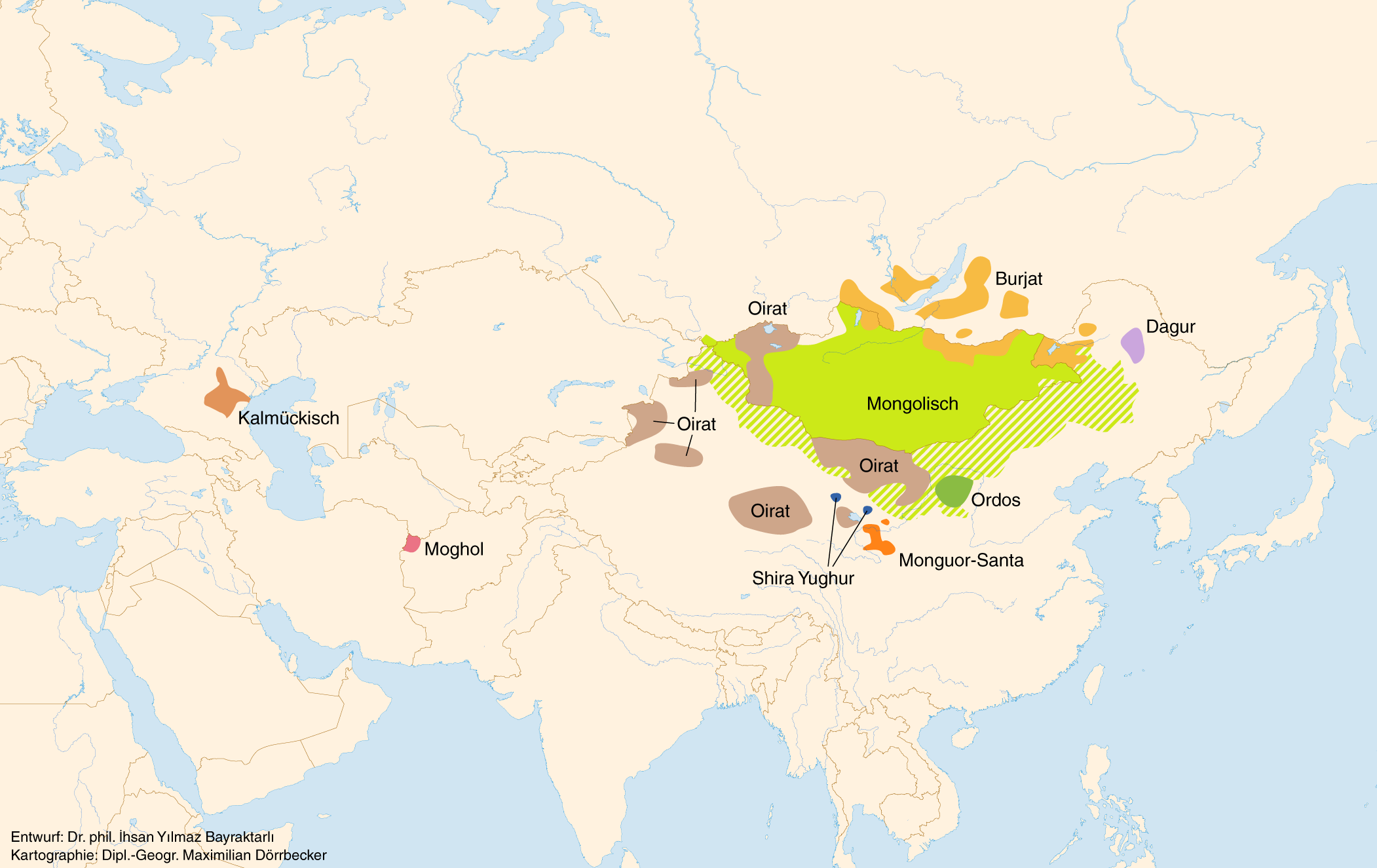
Verbreitung von Völkern, die eine mongolische Sprache sprechen, 2011

### Überblick
Insgesamt gibt es über 11 Millionen Mongolen, von denen heute die meisten in der Volksrepublik China leben, gefolgt von der Mongolei, Russland und einigen zentralasiatischen Staaten.
Die verschiedenen ethnischen Gruppen der Mongolen können sprachlich grob in West- und Ostmongolen sortiert werden. Zu den Westmongolen gehören z. B. die Kalmücken (vor allem in Russland) und die Oiraten (Ööld, Torghut, Khoshut, Bayaad usw.; vor allem im Westen der Mongolei und in der Volksrepublik China). Zu den Ostmongolen gehören zum Beispiel die Burjaten (vor allem in Russland), die Chalcha (vor allem in der Mongolei) und die Tümed, Chahar, Ordos usw. (vor allem in der Inneren Mongolei).
Die Kalmücken leben als einziges mongolisches Volk in einer autonomen Republik Russlands innerhalb Europas. Weitere verstreut lebende und mongolische Sprachen sprechende Völker sind zum Beispiel die Bonan, Dongxiang, Monguor, Daur und Teile der Yugur in der Volksrepublik China. Auch die Sprache der Moghol in Afghanistan ist bzw. war eine mongolische Sprache.

### Mongolei
In der Mongolei leben etwa 3,2 Millionen Mongolen, was 96 % der Bevölkerung entspricht (Stand 2013).

### Russland
Die Kalmücken sind das einzige buddhistische mongolischsprachige Volk innerhalb der geografischen Grenzen Europas. Sie leben überwiegend in Kalmückien an der Wolga und umfassen ca. 180.000 Personen (Zensus 2010).
Die Burjaten leben überwiegend in Burjatien, im Süden Sibiriens, an der Grenze zur Mongolei. Sie umfassen etwa 460.000 Personen (Zensus 2010), aber nur noch wenige sprechen Mongolisch.

### Volksrepublik China
Beim Zensus im Jahre 2015 wurden in der Volksrepublik China 6.487.903 Mongolen gezählt.

#### Mongolische Verwaltungseinheiten in der Volksrepublik China

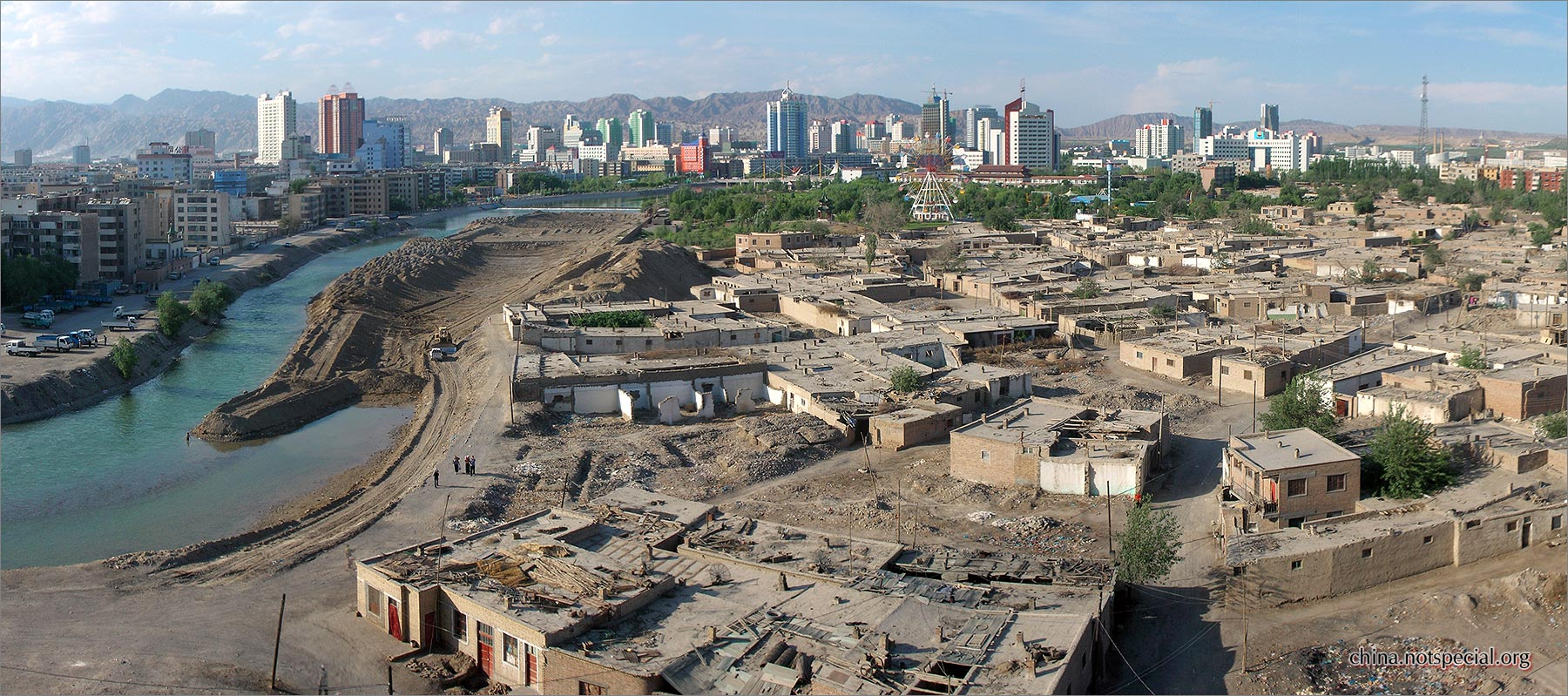
Alt- und Neustadt von Korla, der Hauptstadt von Bayingolin, 2007

Neben dem Autonomen Gebiet Innere Mongolei auf Provinzebene gibt es noch weitere mongolische autonome Verwaltungsgliederungen.
Auf Bezirksebene:
- Mongolischer Autonomer Bezirk Bayingolin
- Mongolischer Autonomer Bezirk Bortala
- Autonomer Bezirk Haixi der Mongolen und Tibeter

Auf Kreisebene:
- Autonomer Kreis Dorbod der Mongolen
- Autonomer Kreis Fuxin der Mongolen
- Autonomer Kreis Harqin Linker Flügel der Mongolen
- Autonomer Kreis Henan der Mongolen
- Mongolischer Autonomer Kreis Hoboksar
- Autonomer Kreis Subei der Mongolen
- Autonomer Kreis Vorderer Gorlos der Mongolen
- Autonomer Kreis Weichang der Mandschu und Mongolen

## Kultur

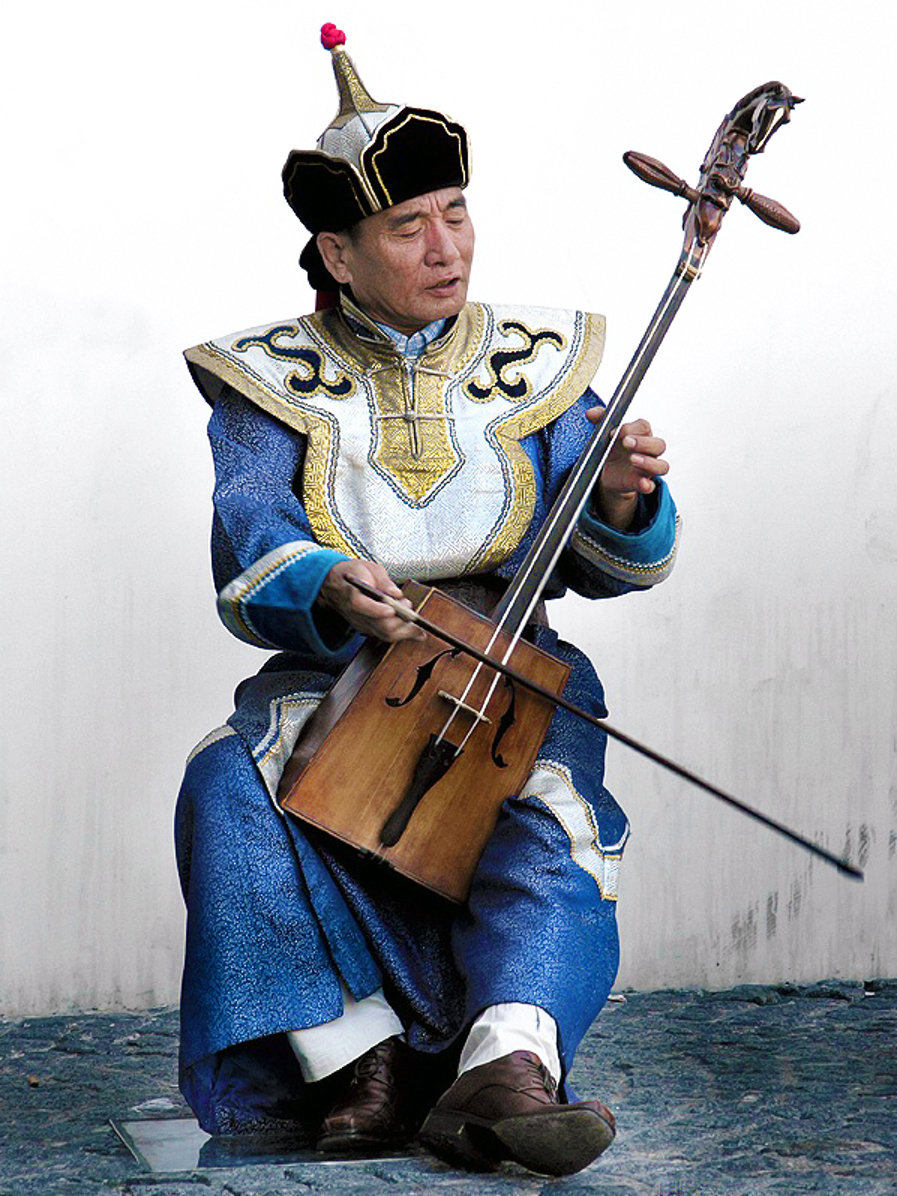
Mongolischer Musiker mit Pferdekopfgeige

### Religion
Die ursprüngliche Religion der Mongolen besteht aus mehreren schamanistischen Traditionen, die sich später auch zum Tengrismus entwickelten. Im Gegensatz zu dem türkischen Tengrismus ist die mongolische Form polytheistisch, das heißt, es werden mehrere Götter und Geistwesen verehrt. Es wird angenommen, dass der türkische Tengrismus von monotheistischen Ideen beeinflusst wurde, da die sibirischen Jakuten ebenfalls polytheistisch sind. Ahnenkult spielt wie in allen anderen ostasiatischen, sibirischen und polynesischen Religionen eine große und zentrale Rolle und ist noch heute fester Bestandteil der mongolischen Kultur.
Heute ist auch der Buddhismus unter den Mongolen weit verbreitet. Er hat sich großteils mit dem Schamanismus vermischt und bildet eine schwer zu trennende Religion. Dies ist vergleichbar mit Japan, wo Shintō und Buddhismus koexistieren.

### Soziale Struktur
Die Familie spielt eine wichtige und zentrale Rolle für die Mongolen. So ist ein ehrenhaftes Verhalten und Zusammenhalt ein wichtiger Punkt in der mongolischen Kultur. Blutsverwandtschaft gilt als eines der stärksten Bande. Noch heute sind viele Mongolen stolz auf ihren Clan, den sie oft weit in die Vergangenheit zurückverfolgen können.

## Geschichte

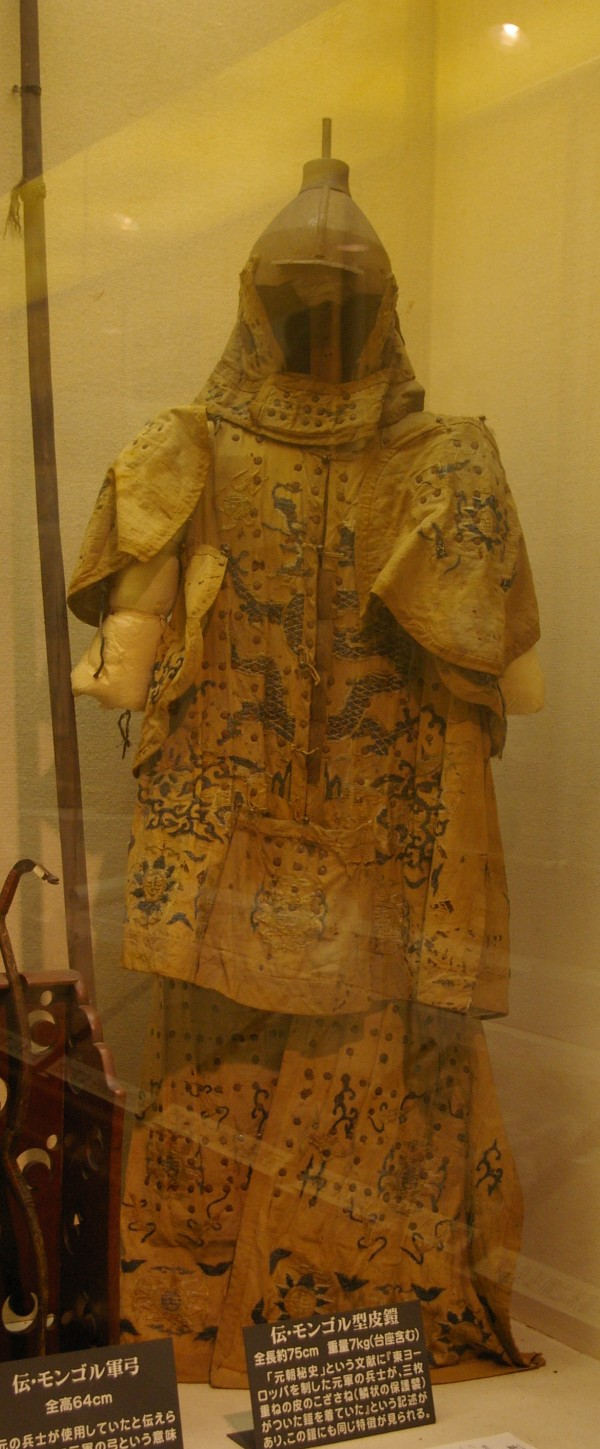
Rüstung eines mongolischen Kriegers während der Yuan-Dynastie

Die Geschichte der Mongolen reicht weit zurück, unter anderem zu den Xiongnu, den Xianbei und anderen Steppen-Nomaden, aber auch zu den sesshaften Völkern der Kitan und anderen mongolischen Stämmen in der Mandschurei und China. Einige mongolisch geführte Staaten der Antike waren die Xianbei, die Rouran, die Liao-Dynastie, die Wuhuan, die Tuoba und einige chinesische Dynastien.
Mit dem Mongolischen Reich hatten die Mongolen das mächtigste und größte Imperium der Erde und beeinflussten damit die Zukunft vieler Menschen, auch in entferntem nicht mongolischem Terrain. Des Weiteren waren die Yuan-Dynastie und einige folgende Reiche (wie das Dsungarische Khanat) mongolischen Ursprungs. Viele Historiker vermuten, dass die Awaren in Europa ebenfalls mongolischen oder para-mongolischen Ursprungs waren.
Analysen der Inschriften von Bugut und Hüis Tolgoi lassen die Vermutung zu, dass die Rouran bzw. deren Herrscherschicht Mongolisch gesprochen haben.